# Arvika
För andra betydelser, se Arvika (olika betydelser).

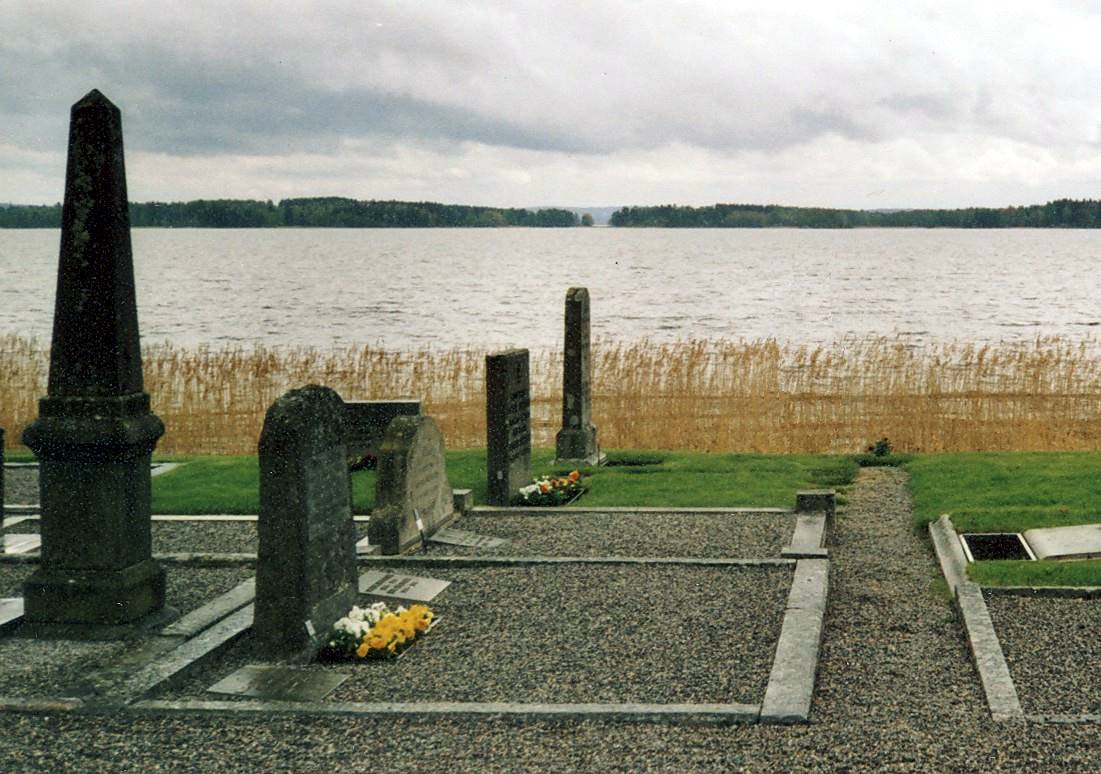
En vy från Arvika kyrkogård utmed Kyrkviken

Arvika är en tätort i västra Värmland och centralort i Arvika kommun, Värmlands län.
Arvika ligger vid sjön Glafsfjorden, som har sjöförbindelse till Vänern. Riksväg 61 passerar staden, liksom järnvägen mellan Laxå och Charlottenberg–Oslo, Värmlandsbanan (tidigare kallad Nordvästra stambanan). Avståndet till norska gränsen är 43 km och till Oslo 170 km. Stationshuset i Arvika invigdes 1871 och är uppfört i rött tegel.

## Geografi
Arvikas stadskärna ligger på norra sidan av Kyrkviken, som är en avgränsad del av sjön Glafsfjorden. Även östra sidan av Kyrkviken är tätbebyggd. Förbindelsen mellan Kyrkviken och Glafsfjorden är ett smalt sund mellan två halvöar, beläget i nästan rakt sydlig riktning från stadens centrum. På den östra av halvöarna ligger Ingesund med musikhögskola och folkhögskola. Trakten är en av Sveriges vattenrikaste, med många sjöar och älvar. Här finns cirka 800 km kanotleder.
Staden är kuperad, med fyra kullar i de centrala delarna, nämligen Minneberg, Styckåsen, Högåsen/Degerängen och Myråsen. I omgivningarna finns bland annat Storkasberget (med utsiktstorn), Taserudsberget och Kinnaberget.

## Historia
Arvikabygden var bebodd så tidigt som på jägarstenåldern. Här finns Sveriges nordligaste förekomst av hällkistor. De talrika gravrösena på framträdande platser längs vattendragen tyder på en ganska tät befolkning under bronsåldern. Området kristnades enligt traditionen av den norske missionären Torgeir. Under medeltiden gick en av pilgrimslederna till Olav den heliges reliker i Trondheim förbi här. Vid denna tid ritades även Carta marina och Svecia et Norvegia cum confinijs, där Arvika finns utsatt. På den sistnämnda utsatt — med latinskt "v" — under namnet "Aruica". 
På 1700-talet så kom det förslag om att anlägga ett större samhälle i västra Värmland. Det skulle vara en handelsplats som kunde undanröja dåvarande olägenheter vid förtullning och gränshandel. Det fanns två platser som man valde mellan: hemmanet Solbergs utäga i Arvika socken och traktens traditionella handelsplats Sulvik i Älgå socken. Valet föll på Arvika, sannolikt för att det aktuella området var obebott och billigt att köpa. Läget på sluttningen av Minneberg med utsikt över Kyrkviken och med tillgång till en bra hamn kan också ha spelat en roll. 
Arvika fick sin första stadsplan 1811 på befallning av dåvarande kronprinsen, den franske marskalken Jean Baptiste Bernadotte, sedermera kung Karl XIV Johan. Fram till 1821 kallades Arvika Oscarsstad, som en hyllning till den nye kronprinsens son Oscar (senare kung under namnet Oscar I).
När Säffle kanal blev färdigbyggd 1837 blev Arvika en viktig hamn och även Sveriges innersta hamnstad med havsförbindelse och betydande sjöfart. När järnvägen anlades 1871 förvandlades Arvika från en mindre handels- och hantverksort till en blomstrande industristad.

### Administrativa tillhörigheter
Arvika låg i Arvika socken som ingick i Jösse härad men var inte socknens kyrkby. Orten bildade 1811 Arvika köping, en friköping som vid kommunreformen 1862  blev en köpingskommun. För Arvika förordnades 1843 om en municipalstyrelse, vald med census av borgarna för ledning av ordningsärenden. Köpingen ombildades 1911 till Arvika stad. Den 29 augusti 1913 inrättades Haga municipalsamhälle vilket 1921, tillsammans med andra delar av Arvika landskommun, inkorporerades i Arvika stad. Återstoden av landskommunen inkorporerades sedan med staden 1944 som bestod till 1971 då stadskommunen uppgick i Arvika kommun. Orten är sedan 1971 centralort i kommunen.
Orten tillhörde före 1 maj 1906 Arvika församling vilken då delades då orten kom att tillhöra Arvika köpings församling (senare namnändrad till Arvika stadsförsamling och Arvika östra församling). Bebyggelsen och staden expanderade redan 1921 in i områden som tillhör Arvika västra församling där sedan ytterligare av tätortens bebyggelse tillkommit.
Orten ingick till 1971 i Jösse tingslag. Från 1971 till 2005 ingick orten i Arvika domsaga och ingår sedan 2005 i Värmlands domsaga.

### Befolkningsutveckling
| Befolkningsutvecklingen i Arvika 1960–2020                                                                                   | Befolkningsutvecklingen i Arvika 1960–2020 | Befolkningsutvecklingen i Arvika 1960–2020 | Befolkningsutvecklingen i Arvika 1960–2020 | Befolkningsutvecklingen i Arvika 1960–2020 |
| --- | ------------------------------------------ | ------------------------------------------ | ------------------------------------------ | ------------------------------------------ |
| |                                            |                                            |                                            |                                            |
| År |                                            |                                            | Folkmängd                                  | Areal (ha)                                 |
| 1960 | 1960                                       |                                            | 11 855                                     |                                            |
| 1965 | 1965                                       |                                            | 12 318                                     |                                            |
| 1970 | 1970                                       |                                            | 12 975                                     |                                            |
| 1975 | 1975                                       |                                            | 13 934                                     |                                            |
| 1980 | 1980                                       |                                            | 13 786                                     |                                            |
| 1990 | 1990                                       |                                            | 14 004                                     | 1 039                                      |
| 1995 | 1995                                       |                                            | 14 237                                     | 1 051                                      |
| 2000 | 2000                                       |                                            | 13 822                                     | 1 065                                      |
| 2005 | 2005                                       |                                            | 14 184                                     | 1 066                                      |
| 2010 | 2010                                       |                                            | 14 244                                     | 1 062                                      |
| 2015 | 2015                                       |                                            | 13 926                                     | 1 079                                      |
| 2020 | 2020                                       |                                            | 14 383                                     | 1 183                                      |
| Anm.: 2015 utbröts Prästängen och småorten Nedre Rackstad och Holm uppgick i Arvika. 2020 uppgick Prästängen i tätorten igen |                                            |                                            |                                            |                                            |

## Bebyggelse
Centrum ligger på Minnebergs södra sluttning vid Kyrkviken. Det var här som Oscarstad grundades år 1811 med 30 rutkvarter och ett torg vid båtbryggan vid Kyrkviken. Till en början utvecklades orten långsamt, men omständigheterna förbättrades något år 1837 när Säffle kanal byggdes och öppnade upp en farbar förbindelse till Vänern. När sedan Nordvästra stambanan stod klar 1871 inleddes en kraftig expansion, som varade i ett sekel. Stationshuset i Arvika fick en monumental placering på båtbryggans plats söder om torget. Från stationen ser man ända till Trefaldighetskyrkan, som har ett dominerande läge högre upp längs Torggatan. De centrala kvarteren omges av de västra, östra och norra esplanaderna, som tillkom år 1880 för att möta kravet på brandsäkerhet i Kungl. Majts byggnadsstadga. Det kombinerade varmbadhuset och biblioteket i 20-talsklassicism uppfördes 1924 vid Storgatans västra ände, som numera är den kommunala musikskolan. Det nya biblioteket, som stod klart år 1986, placerades lika iögonenfallande vid fonden av Kyrkogatan. Bebyggelsen är relativt tät, småskalig och varierad. Det finns fortfarande en hel del trähus bevarade från 1800-talet. Ett flertal borgarhus i sten från 1900-talets början, ger också karaktär åt stadsbilden.

## Bildgalleri

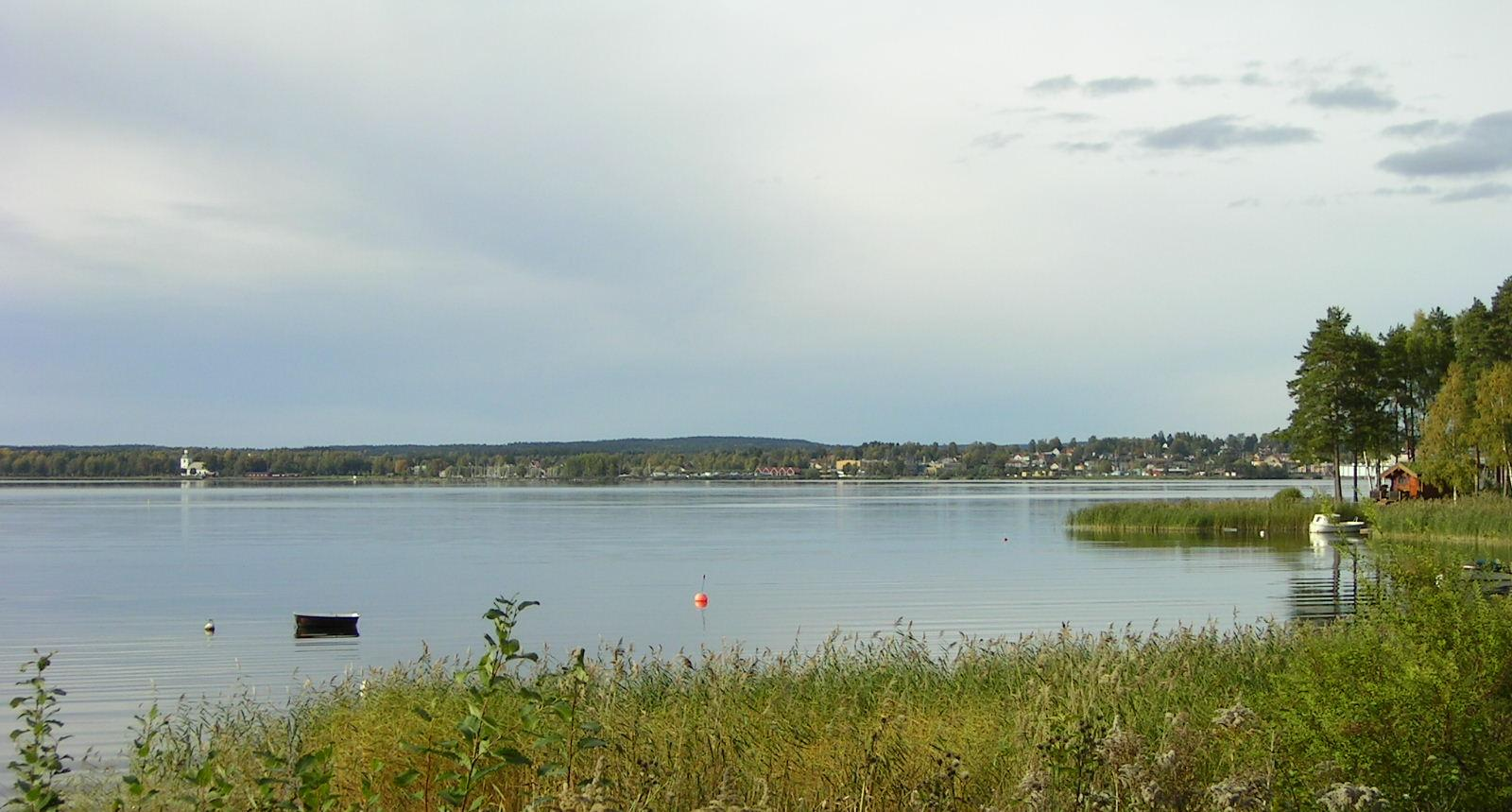
Kyrkviken
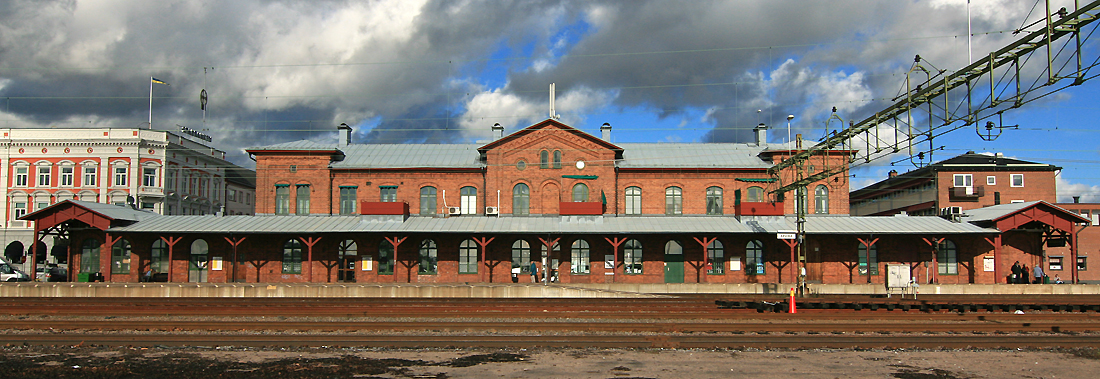
Stationshuset
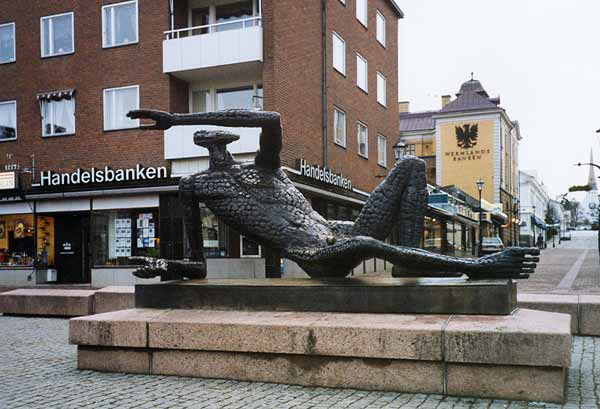
Fågelmannen av Liss Eriksson står på torget mitt emot järnvägsstationen
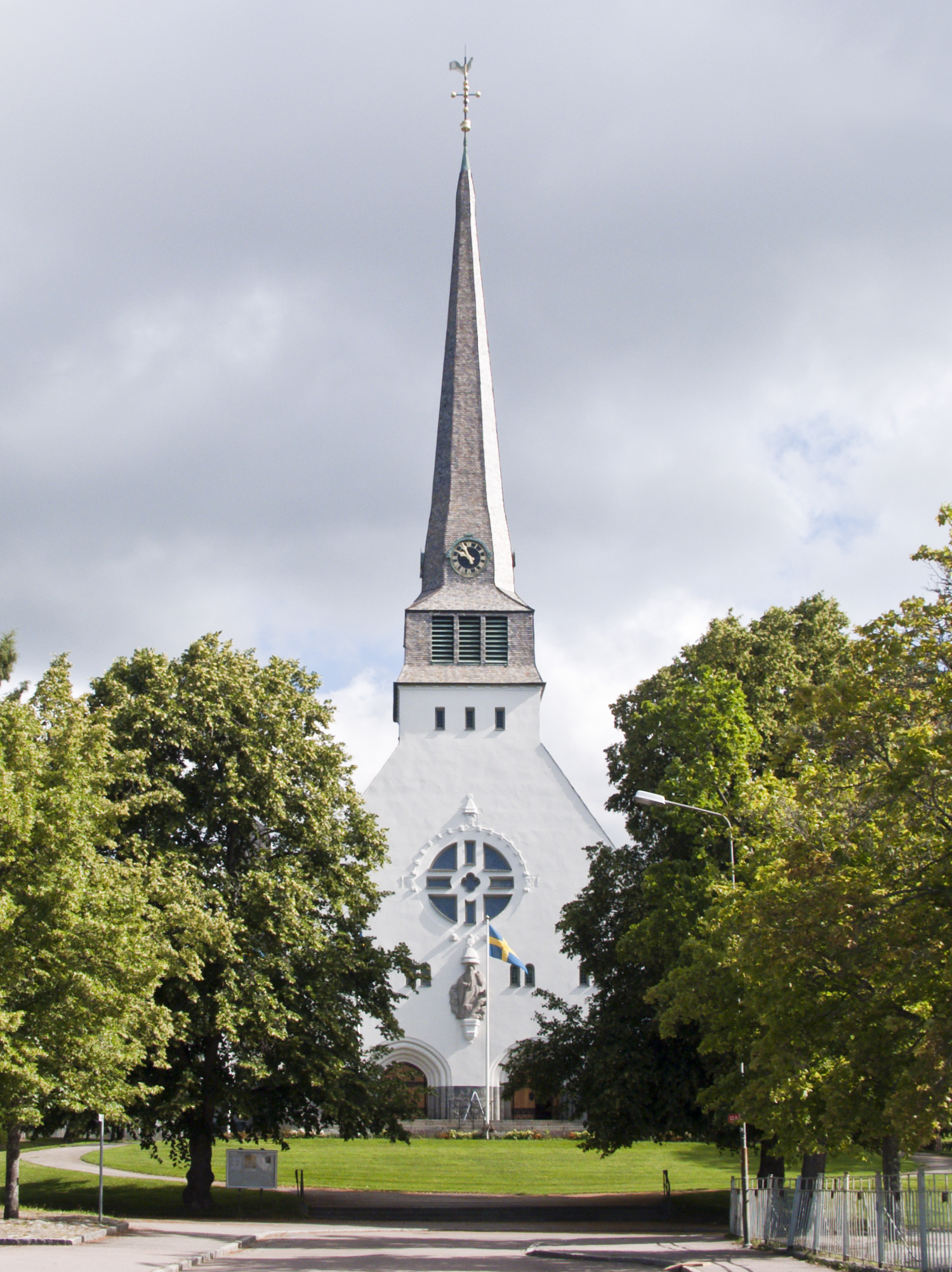
Trefaldighetskyrkan
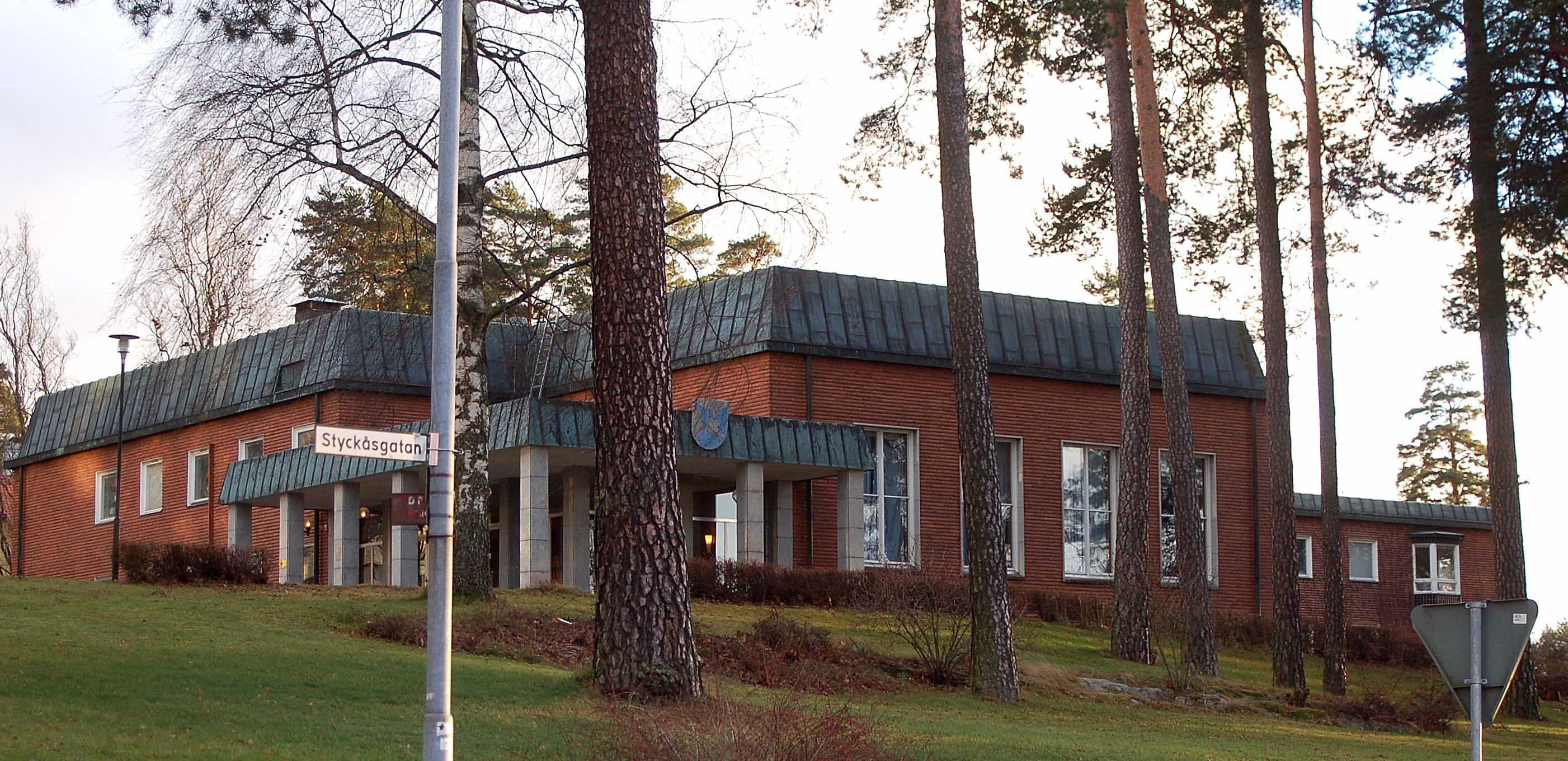
Tingshuset
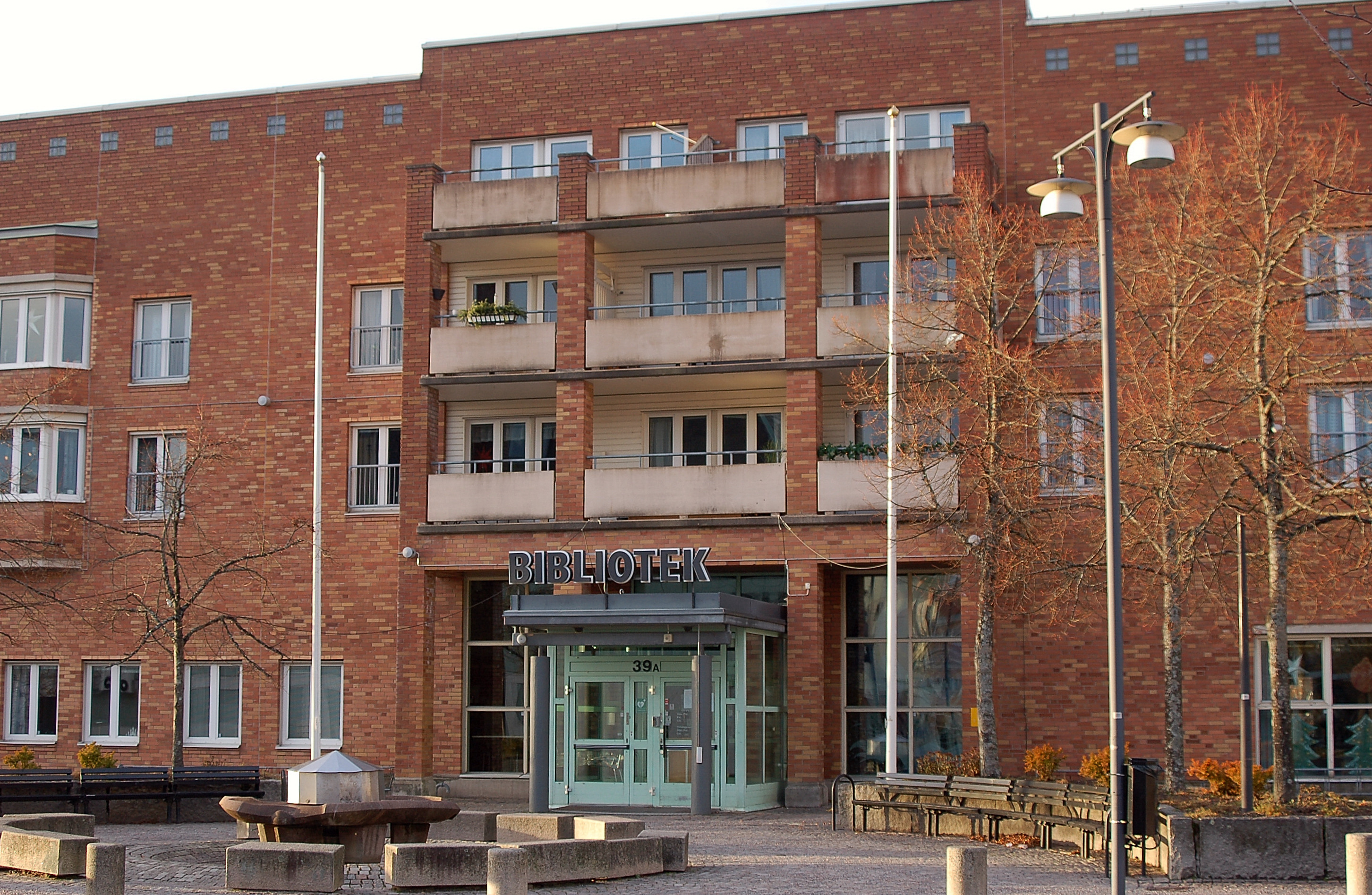
Stadsbiblioteket
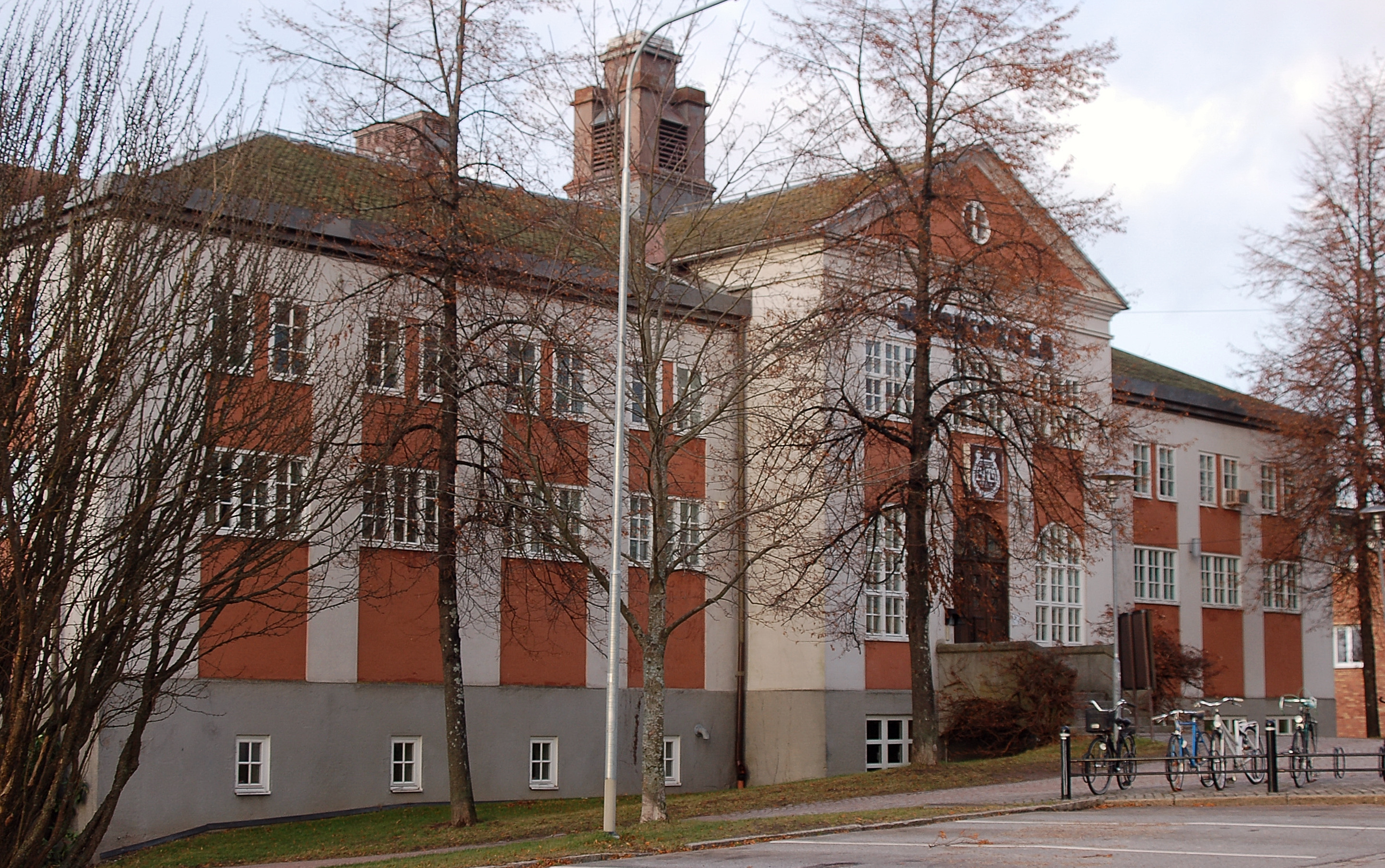
Kommunala Musikskolan

## Näringsliv
Arvika har en lång tradition som en industristad med rötter i landets tidiga industrialisering. Utvecklingen tog fart under 1870-talet i och med färdigställandet av järnvägslinjen Nordvästra stambanan mellan Oslo och Stockholm. Bland den tidiga industrin utmärkte sig tobakstillverkning, sågverk och verkstadsindustri. Idag upprätthålls industritraditionen genom flera framgångsrika små och medelstora företag förutom några stora exportföretag inom verkstadsindustrin (mekanik och tunnplåtsbearbetning). Bland de större företagen framträder Volvo Construction Equipment med sin anläggning för tillverkning av hjullastare. Fabriken, Arvikaverken, är världens största fabrik för tillverkning av hjullastare. Fabriken har cirka 1000 anställda. Fabriken har sitt ursprung i en liten smedja grundad under 1870-talet som bland annat tillverkade stekpannor och kokspisar. Volvo har också flyttat tillverkning från bland annat Eskilstuna till förmån för Arvikaverken. Smedjan övertogs runt 1880 av entreprenören Per Anderson som inriktade produktionen på jordbruksmaskiner. Företaget nådde tidigt exportframgångar på bland annat den ryska marknaden med plogar och slåttermaskiner. Kända äldre varumärken från Arvikaverken är bland annat slåttermaskinerna Herkules och Viking. Idag är produktionen helt inriktad på hjullastare.
I slutet av 1800-talet växte en musikinstrumenttillverkning fram i Arvika. Bland annat tillverkades orglar, pianon och flyglar för företag som till exempel Östlind & Almquist, Jahn Piano och Pianofabriken Standard. De sista resterna av pianotillverkningen i Arvika försvann i början av 1980-talet då Jahn Piano upphörde. Bland äldre företag som för länge sedan försvunnit från orten framträder också Arvika Bryggeri som köptes upp av Pripps 1962. Produktionen nedlades samma år för att omvandlas till en distributionsanläggning.
I samband med den generella nedgång svensk industri uppvisat sedan 1970-talets stål- och varvskris har andelen sysselsatta inom industrin i Arvika minskat. Istället har en allt större andel av den sysselsatta befolkningen kommit att arbeta inom den allt större offentliga sektorn eller valt att pendla till närliggande kommuner som till exempel Karlstad. Arvika har i likhet med riket som helhet länge varit generellt beroende av stora företag med exportinriktning. Kommunens näringslivsdynamik är i likhet med många andra mindre svenska kommuner låg, något som kommer till uttryck i få nystartade företag. Utmärkande är också den höga andelen företag som ägs och kontrolleras från andra regioner eller länder. I Arvika startas få företag med tillväxtambitioner inom nya näringar och få företag är inrikatde på tillverkning och marknadsföring av egna produkter. Bland undantagen framträder emellertid Westmatic som är ledande inom tvättanläggningar för tyngre fordon, Thermia som inriktat verksamheten på värmepumpar för framförallt privatfastigheter och Tickster som utvecklar, producerar och marknadsför webbaserade biljettsystem för arrangörer inom sport och kultur. Vid sidan av dessa företag finns en rad små och medelstora företag inom framförallt verkstadsindustrin som utgör underleverantörer till till exempel Volvo.
Vid 1990-talets mitt drabbades Arvika av en ekonomisk kris då tillverkningen av piptobak kraftigt reducerades vid Swedish Matchs anläggning. Fabriken hade anor till de första industrietableringarna på orten och sysselsatte som mest ca 170 personer i början av 1990-talet. I tobaksfabrikens lokaler finns numera lärcentrum och lokaler för småföretag. Omvandlingsprocessen från tobaksindustri till lärcentrum etc har i stor utsträckning genomförts med strukturfondsmedel (EU) och andra offentliga satsningar. I början av 2000 drabbades Arvika på nytt av kris då Carriers tillverkningsenhet för kommersiell kyla (till exempel kyldiskar för butiker) flyttades till Ungern. Carriers anläggning byggde på en då ca 40-årig tradition med tillverkning av kylskåp och kyldiskar för hushåll och butiker. Verksamheten hade bytt namn och ägare ett flertal gånger (Ero-Frys, Husqvarna, Electrolux CR)

### Bankväsende
Westra Wermlands sparbank grundades i Arvika år 1856. År 1998 tog den över Föreningsbankens tidigare kontor på orten och utvidgade sitt verksamhetsområde.
Wermlands enskilda bank etablerade ett kontor i Arvika år 1863. Den 3 maj 1902 öppnade även Kristinehamns enskilda bank ett kontor. Något decennium senare hade även Filipstads bank ett kontor i Arvika. Ytterligare lite senare hade även Värmlands folkbank ett kontor i Arvika. Under 1910-talet uppgick Kristinehamnsbanken i Wermlandsbanken, Filipstadsbanken i Sydsvenska kreditaktiebolaget och Värmlands folkbank i Enskilda banken i Vänersborg. Det tillkom även ett kontor för Svenska lantmännens bank, som senare tillhörde Jordbrukarbanken. Senare har Sydsvenska banken lämnat orten och Vänersborgsbanken uppgått i Svenska Handelsbanken.
Nordea har alltjämt kontor i Arvika jämte sparbanken.

## Kulturliv
På 1920-talet etablerades Folkliga musikskolan på Ingesund. Denna utvecklades sedermera till en av Sveriges sex nuvarande musikhögskolor, Musikhögskolan Ingesund. Amatörmusiklivet i Arvika består av bland annat kammarkör, manskör, blåsorkester och stråkorkester.
Arvika hamnfest är en årlig musikfestival som anordnas i hamnen i början av augusti sedan 2004. Fram till och med 2010 anordnades årligen första helgen i juli Arvikafestivalen.
Filmhuset Palladium, som är stadens biograf. Palladium är en av Sveriges äldsta biografer som än idag är i drift. Byggnaden uppfördes 1925, men har idag genomgått en stor renovering och inhyser restaurangen Regi.
Konstnärskolonin Rackstadgruppen är representerad på Rackstadmuseet. Arvika har en lång tradition med skickliga konsthantverkare inom trä, textil, smide och keramik. Många av de nu aktiva är representerade på Arvika Konsthantverk.
Arvika Konsthall är en konsthall som är inrymd i en gammal bankhall. Denna konsthall inrättades 1973 och är ett samarbete mellan Arvika kommun och Arvika Konstnärsförening.
I Arvika utges den av Ander-koncernen kontrollerade lokaltidningen Arvika Nyheter. 
Mikaelikyrkan, invigd 1647, ligger vid Kyrkviken. Där finns också stadens kyrkogård. I centrum av staden ligger Trefaldighetskyrkan som invigdes 1911, när Arvika blev stad.
Arvika Fordonsmuseum innehåller Club MC-Veteranernas motorcyklar och Thermias industrimuseum. Volvos Arvikafabrik inrymmer ett industrimuséum om ortens framgångar med bland annat svetsaggregat och stålgjuteri.
Meditationsorganisationen Acem har en kursgård utanför utanför Arvika där de regelbundet anordnar kurser och retreater meditation och yoga. Många av besökarna kommer från Norge.

## Utbildning
I Arvika finns tre gymnasieskolor, varav två kommunala och en friskola. Utbildning för vuxna finns vid Ingesunds folkhögskola, Musikhögskolan Ingesund och Arvika näringslivscentrum.
1838 ansökte Arvika köping om att få instifta ett läroverk. Denna ansökan avslogs av domkapitlet. 20 år senare, den 15 september 1858, fick Arvika eget läroverk. Under de första åtta åren bedrevs verksamheten i provisoriska lokaler. År 1866 fick läroverket sin egen byggnad, där det nuvarande Solbergagymnasiet fortfarande har sin verksamhet.

## Etymologi
Man har bland annat tolkat den fornsvenska betydelsen av namnet 'Arvika' till att betyda "åvikar" eller "åkrökar". En alternativ tolkning av -vika, är att det innehåller det vanliga vik, med syftning på Kyrkviken. Förleden Ar- är en fornsvensk genitiv av å. År 1225 ska den norske konungen ha besökt "en bygd som heter Arvika" i Värmland, och år 1362 förekom "Arvika socken" i ett medeltida brev. På Carta marina från 1539 är Arvika utsatt, då bara en liten by.

## Kända personer
se även Personer från Arvika
- Björn Ahlgrensson, konstnär, verksam i Arvika [26]
- Anders Andersson, sångare, uppväxt och delvis verksam i Arvika
- Lars-Inge Bjärlestam, cellist, verksam i Arvika [26]
- Lennart Broström, radioman, uppväxt och delvis verksam i Arvika [26]
- Kenny Bräck, racingförare
- Valdemar Dahlgren, folkbildningsman, rektor, verksam i Arvika [26]

- Magnus Ericsson, violinist, professor, uppväxt och delvis verksam i Arvika [26]
- Christian Eriksson, konstnär, skulptör, uppväxt och verksam i Arvika [26]
- Elis Eriksson, möbelsnickare, uppväxt och verksam i Arvika [26]
- Ola Eriksson, bildhuggare, uppväxt och verksam i Arvika [26]
- Peter Eriksson, altviolinist uppväxt i Arvika [26]
- Gustaf Fjæstad, konstnär, verksam i Arvika [26]
- Maja Fjæstad, konstnär, verksam i Arvika [26]
- Johannes Gustavsson, dirigent, uppväxt och delvis verksam i Arvika [26]
- Lars-Olof Gävert, multisportare och lokalpolitiker i Arvika. [26]
- Mikael Johansson, hockeyspelare, uppväxt i Arvika [26]
- Esther Kazen, uppväxt i Arvika[26]
- Martin Larsson, längdskidåkare uppväxt i Arvika. [26]
- Lars-Eric Kjellgren, filmregissör, uppväxt i Arvika [26]
- Björn J:son Lindh, pianist, flöjtist och kompositör, uppväxt i Arvika [26]
- Fritz Lindström, konstnär, verksam i Arvika [26]
- Robert Lundell, trollkonstnär/magiker, uppväxt i Arvika [26]
- Annika Marberg, sångerska, uppväxt i Arvika [26]
- Tuva Novotny, skådespelerska, uppväxt i Arvika [26]
- Jacob de la Rose, hockeyspelare, uppväxt i Arvika
- Christer Thorvaldsson, violinist, uppväxt i Arvika [26]
- Eva Wennerström-Hartmann, författare och politiker, uppväxt i Arvika [26]
- Jörgen Zetterquist, konstnär och jazzkornettist, verksam i Arvika[26]
- Lars Zetterquist, violinist, delvis verksam i Arvika[26]
- Dotter (Johanna Jansson), artist, uppvuxen i Arvika [27]
- Marcus Gunnar Pettersson, illustratör och författare, uppväxt och verksam i Arvika[26]